# الشيطان يرتدي برادا (فلم)
الشيطان يرتدي برادا فيلم درامي-كوميدي أمريكي أنتج سنة 2006 مقتبس من رواية تحمل نفس الاسم، من بطولة ميريل ستريب وآن هاثاواي وإميلي بلنت وستانلي توكسي، افتتح الفيلم للعرض في يونيو 2006 في الولايات المتحدة وحقق نجاحاً كبيراً وبلغت إيراداته أكثر من 124 مليون دولار من عرضه محلياً، وأكثر من 326 مليون دولار على مستوى العالم، ورُشح الفيلم لأكثر من 35 جائزة سينمائية، منها جائزتان أوسكار،ونال ثمانية جوائز، منها جائزة الغولدن غلوب لميريل ستريب، وجائزة أفضل ممثلة من جوائز اتحاد نقاد الأفلام في شيكاغو.

## القصة
تعد ميرندا بريستلى(ميريل ستريب) أقوى امرأة في مجال الأزياء والموضة، وهي شخصية قاسية وحادة، واختبار صعب لكل من يرغب في طرق ذلك المجال، فهي لا تبالي بأحد ولا يشفع طول الخدمة لمساعديها في طردهم من العمل لدى ارتكابهم لأقل خطأ.
وعلى الرغم من أن وظيفة مساعدة لميرندا هي وظيفة لا يرغب فيها من يملك قدرا من الاحترام لذاته إلا أن الملايين من الفتيات في مدينة نيويورك يقاتلن للفوز بها، ومن هؤلاء الفتيات اندي شاتسز(آن هاثاواي) الفتاة الساذجة التي لا علاقة لمظهرها بالموضة وتحلم بأن تصبح مساعدة لميرندا، وتدرك أن الأمر يتطلب أكثر من العزيمة والإصرار، ويتطلب معرفة الفروق البسيطة بين منتجات بيوت الأزياء وارتداء أرقى خطوط الموضة من الرأس لأخمص القدمين، وعلى الرغم من أن اندي غير مناسبة للوظيفة إلا أنها تملك ما لا يملكه الآخرون وهو رفضها للفشل.
وكي تصبح اندي مناسبة للوظيفة تقرر تغيير مظهرها تماما والتشبه بميرندا في كل شيء، مما يصيب صديقها بالإحباط حين يرى مدى التغيير الذي حدث في مظهرها وطريقة تفكيرها، ولكن كلما اقتربت ماندي أكثر من عالم ميرندا البراق كلما أدركت كم هو عالم موحش ومزيف، ويكلف ثمنا باهظا.

## الترشيحات والجوائز

### الأوسكار
- ترشحت ميريل ستريب لجائزة الأوسكار لأفضل ممثلة في دور رئيسي.
- ترشحت المصممة باتريشيا فيلد لجائزة الأوسكار لأفضل تصميم أزياء.

### الغولدن غلوب
- فازت ميريل ستريب بجائزة أفضل ممثلة في فيلم موسيقي وكوميدي.
- ترشح الفيلم لجائزة أفضل فيلم كوميدي.
- ترشحت إميلي بلنت لجائزة أفضل ممثلة مساعدة.

## روابط إضافية
- The Devil Wears Prada
- The Devil Wears Prada على موقع أول موفي.
- DVD site
- مقالات تستعمل روابط فنية بلا صلة مع ويكي بيانات